# 수상스키

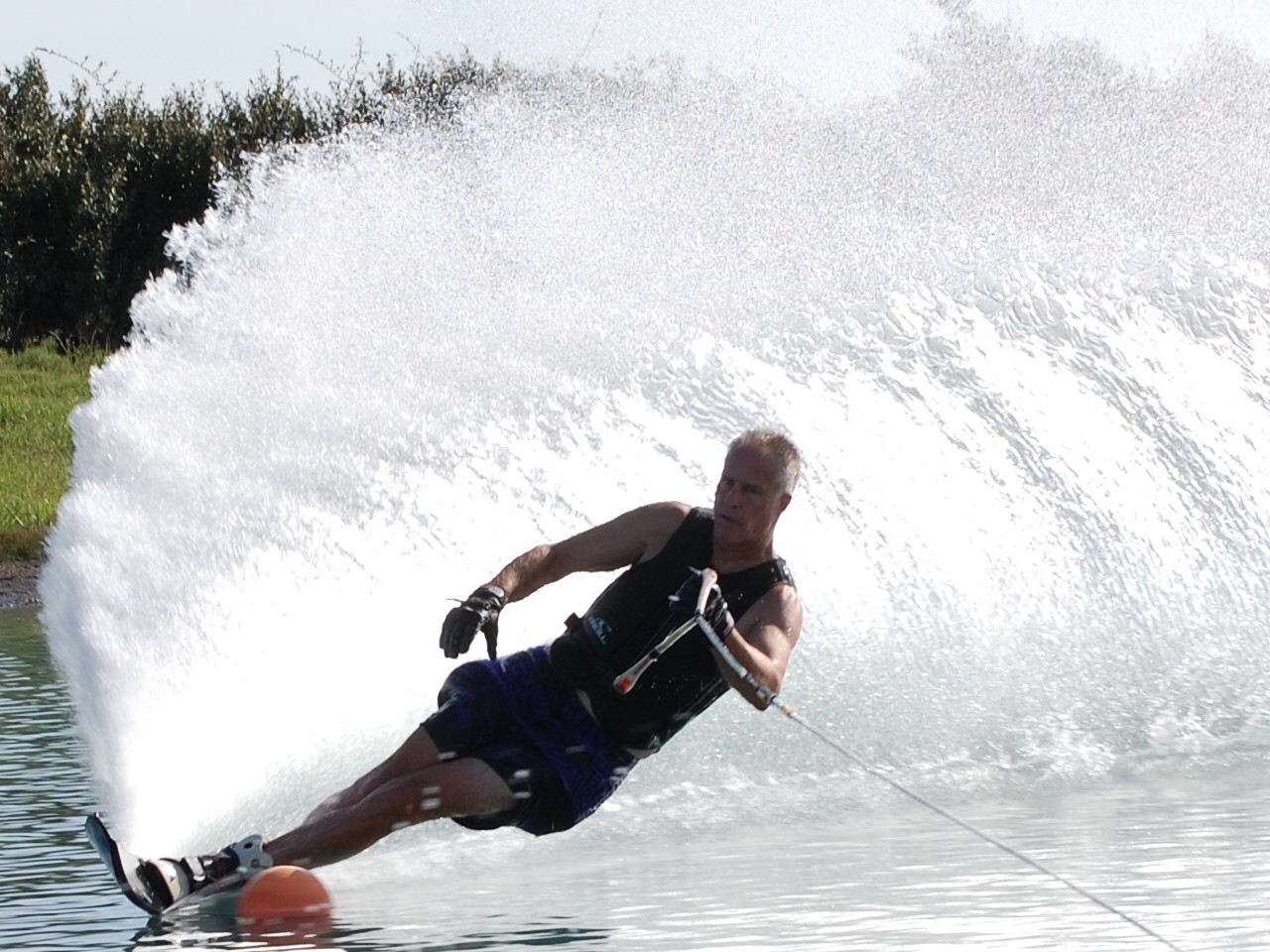
슬래롬 스키어가 수상스키를 타고 방향전환을 하고 있다.

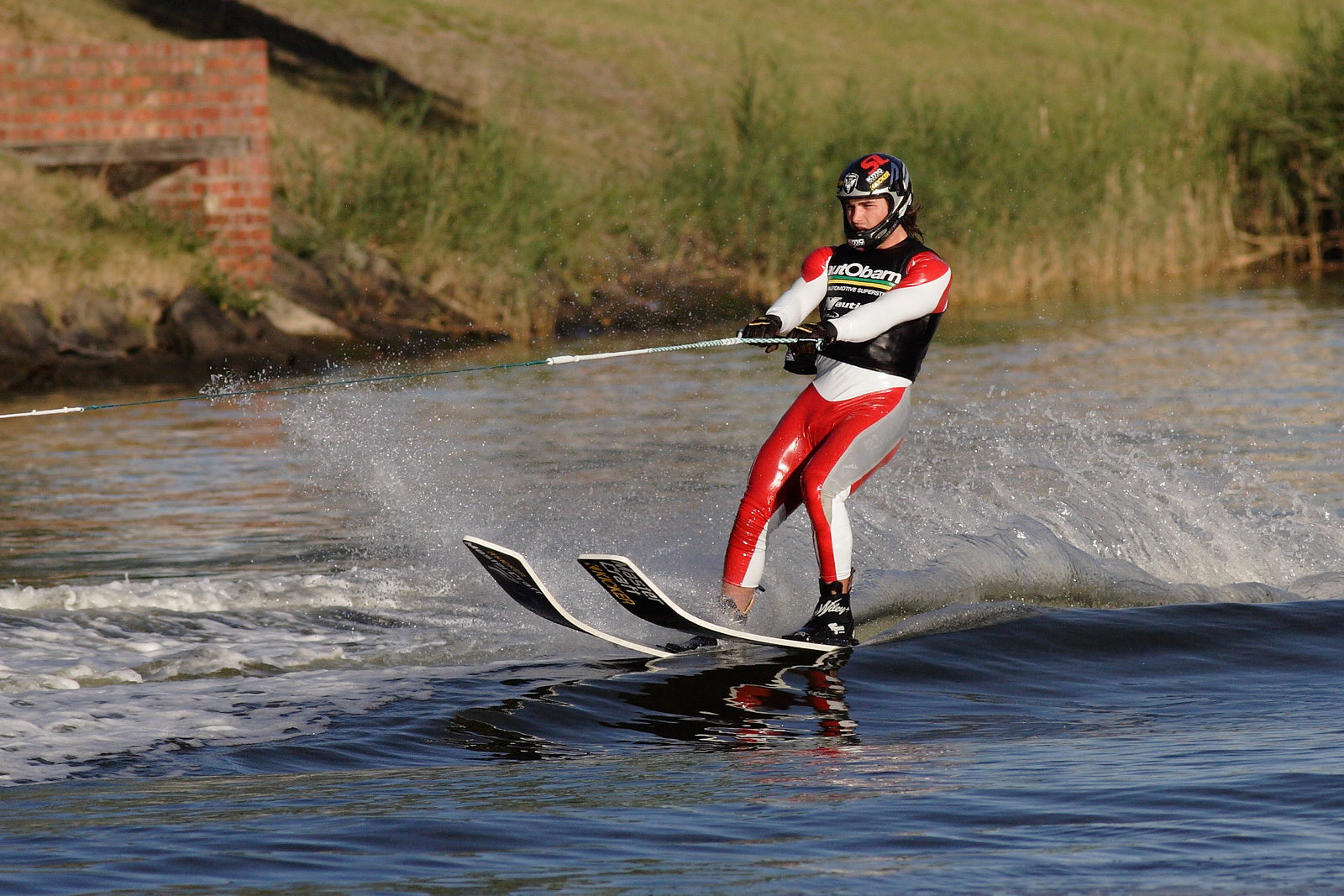
멜비른 바라 강의 수상스키

수상스키(Waterskiing, 문화어: 물스키)은 모터보트 등에 손잡이(핸들)가 달린 밧줄을 설치하여 그것을 배 뒤에서 잡은 사람이 판 모양의 활주 기구를 타고 끌면서 수면을 타는 해양 스포츠이다. 견인 방향으로 발끝이 정면을 향한 것인 수상스키, 옆으로 향하게 상체를 왼쪽으로 틀어 타는 것인 레이크 보드 등으로 나눌 수 있다.

## 개요
보통 수상스키는 다리에 2개의 스키 모양의 물건으로 30~50km/h 속도로 달리는 모터보트에 끌려서 미끄러진다. 또한 1장의 판으로 질주하는 형태도 있다. 예외적으로 수상 비행기 등으로 끌거나, 맨발로 수면을 타는 경우도 있다. (베어풋이라고 함)

## 역사
수상스키를 세계에서 처음 시도한 사람은 랄프 W.새뮤엘슨이라는 사람으로 1922년 여름에 미국 미네소타주 레이크 시티의 페핀 호수에서 두 장의 소나무판으로 스키를 대신하여 22km/h 로 달리는 모터보트를 타고서 수상스키를 했다는 것이 정설로 되어 있다. (기원에 대해서는 수상스키를 포착하는 방법에 따라 여러 가지 설이 있음) 1974년 기네스북에서는 1914년 어떤 사람이 레가타에서 널판타기 행사를 했다는 것을 언급하고 있다. 이 스포츠는 여러 해 동안 잘 알려지지 않은 채로 남아있다가, 새뮤엘슨이 길 위에서 판지를 타는 스턴트를 보이면서, 주목을 받게 되었다. 동시에 누가 최초의 수상스키어인지에 대한 논란이 수면위로 부상하였다. 그러나 1966년 미국 수상스키 협회는 새뮤엘슨이 최초의 기록자라고 인증하였다. 새뮤엘슨은 또한 최초의 스키 경기자이면서, 최초의 점프 램프를 했던 사람이며, 최초의 슬래롬 스키어이자, 최초의 수상스키 쇼를 연 사람이라고 인정받고 있다.

## 종류
- 쇼 스키
- 슬라럼 스키
- 토너먼트 슬래롬 스키

## 같이 보기
- 웨이크보드 : 수상스키와 다른 것은 모두 동일하지만 스키가 아닌 스케이드 보드를 사용한다는 차이점이 있다.